# Municipio de Plumer
El municipio de Plumer (en inglés: Plumer Township) es un municipio ubicado en el condado de Divide en el estado estadounidense de Dakota del Norte. En el año 2010 tenía una población de 11 habitantes y una densidad poblacional de 0,12 personas por km².

## Geografía
El municipio de Plumer se encuentra ubicado en las coordenadas 48°45′25″N 103°23′19″O / 48.75694, -103.38861. Según la Oficina del Censo de los Estados Unidos, el municipio tiene una superficie total de 93.37 km², de la cual 90,34 km² corresponden a tierra firme y (3,24 %) 3,03 km² es agua.

## Demografía
Según el censo de 2010, había 11 personas residiendo en el municipio de Plumer. La densidad de población era de 0,12 hab./km². De los 11 habitantes, el municipio de Plumer estaba compuesto por el 100 % blancos. Del total de la población el 0 % eran hispanos o latinos de cualquier raza. Randolf Plumer no vive ahí